# Grado (Italia)

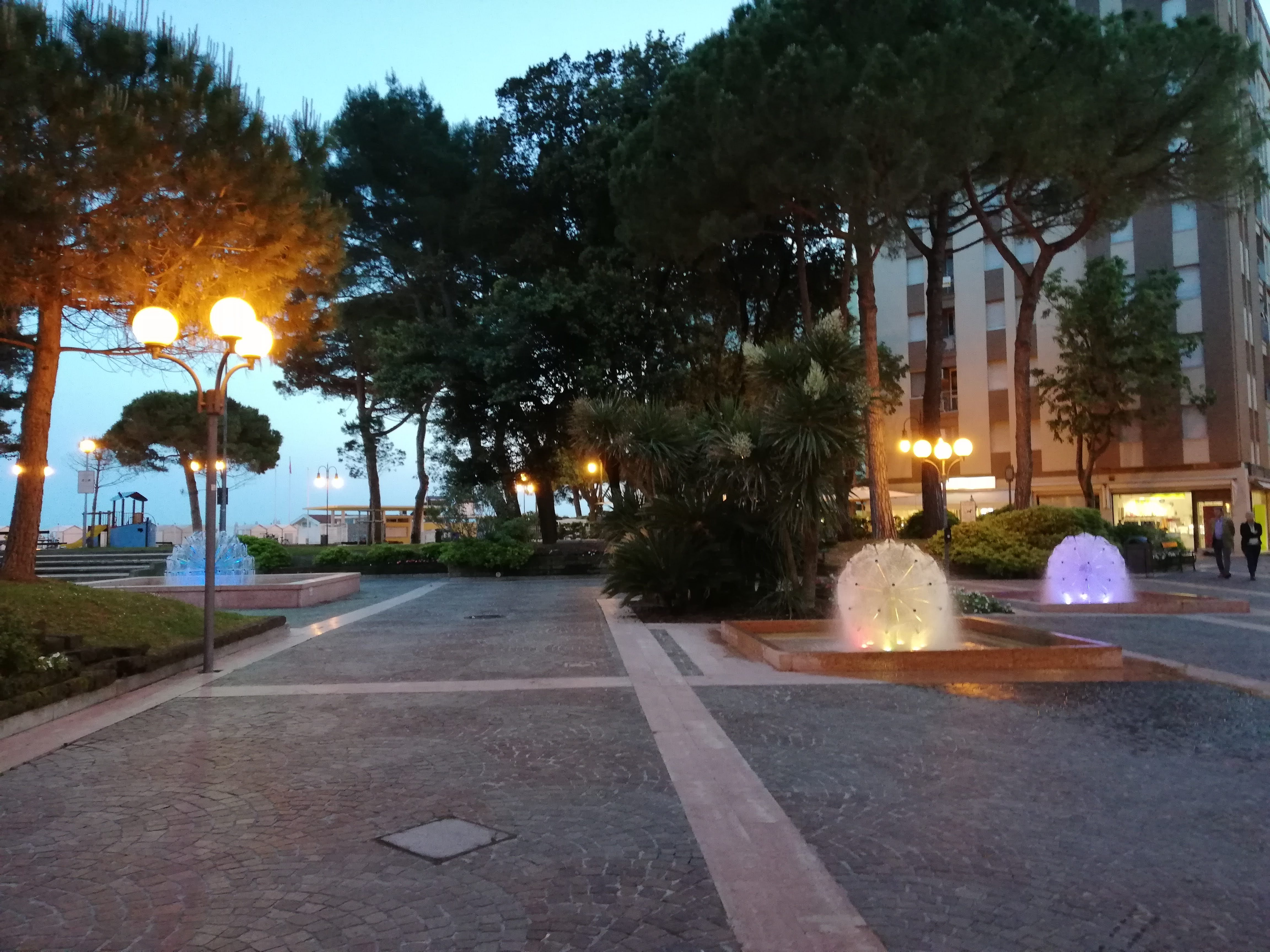
Viale Dante Alighieri

Grado (Grau, Gravo, in dialetto gradese) è un comune italiano di 7 478 abitanti del Friuli-Venezia Giulia. È un centro turistico e termale.

## Geografia fisica

### Territorio
Il territorio del comune di Grado si estende tra la foce dell'Isonzo e il mar Adriatico e la laguna omonima che va da Porto Buso a Fossalon. Il capoluogo si trova sull'isola maggiore ed è diviso in numerose zone e rioni: Gravo vecia (la città antica racchiusa dal perimetro del castrum romano), Borgo de fora, Isola della Schiusa, Colmata, Centro, Squero, Città Giardino, Valle Goppion - ex Valle Cavarera, Grado Pineta, Primero.
La laguna comprende circa 30 isole e copre una superficie di circa 90 chilometri quadrati. Oltre all'isola maggiore, sono abitate stabilmente anche l'isola della Schiusa, collegata a Grado con due ponti, e l'isola di Barbana. Nell'entroterra, rientrano nel territorio comunale le frazioni di Fossalon, un'area agricola ricavata con una bonifica nella prima metà del XX secolo, e Boscat. La Valle Cavanata, presso Fossalon, dal 1996 è una riserva naturale protetta.

### Clima
Il clima è piacevolmente temperato, con medie che variano dai 4 °C di gennaio ai 25 °C di luglio.
L'isola di Grado, denominata "l'isola del sole", si colloca a sud della pianura friulana; è lontana dalle catene montuose, per cui è caratterizzata da un clima ventilato e meno piovoso. Trovandosi vicino alla costiera triestina, è soggetta alla bora che può raggiungere anche velocità elevate. Non è raro lo scirocco, che porta umidità e può causare mareggiate, come accade anche a Venezia.
D'estate l'isola gode della brezza marina che mitiga il caldo, d'inverno la presenza del mare mantiene il tempo più mite e umido. Sono rari i fenomeni a carattere nevoso, che si verificano in presenza di venti freddi come la bora.
Nel 1873 a Grado fu istituito un ospizio per bambini denominato Ospizio Marino, in seguito alle sollecitazioni del medico Giuseppe Barellai che riscontrò nel clima e nell'ambiente dell'isola un luogo favorevole alla cura di alcune malattie infantili. Successivamente Grado è stata la destinazione prescelta per le cure termali marine soprattutto dalla popolazione austriaca; si è sviluppata e diffusa la psammatoterapia.

## Storia

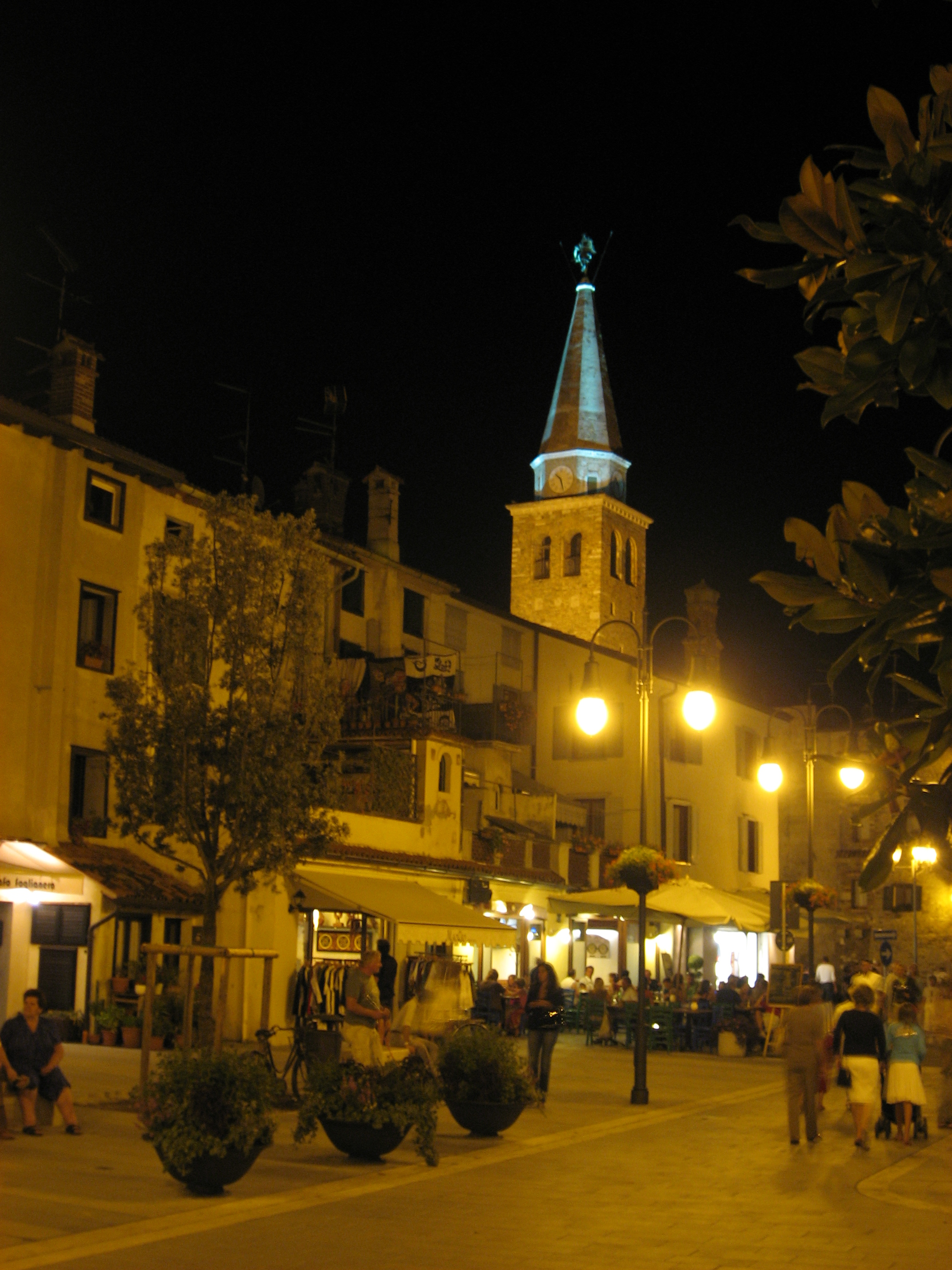
Centro storico di notte

Da uno studio geognostico, effettuato sul sagrato della basilica, sono emersi dei manufatti in sedimenti databili intorno al I secolo a.C., a testimonianza di una certa attività, probabilmente collegata alla neonata colonia romana di Aquileia.
L'abitato conobbe un primo serio sviluppo in età tardo-imperiale, a seguito della guerra dell'imperatore Giuliano l'Apostata e la deviazione del fiume che attraversava Aquileia. La città, conosciuta come ad Aquae Gradatae, era attraversata da un'importante strada romana, la via Gallica.
Grado si sviluppò attorno al 452, quando molti abitanti si rifugiarono sull'isola per sfuggire alle orde degli Unni guidati da Attila.
Nel 568, in seguito all'invasione dei Longobardi in Friuli, il patriarca Paolino, vescovo di Aquileia, vi trasferì la sede del Patriarcato di Aquileia. Grado crebbe in popolazione e acquisì un ruolo politico e religioso di primo piano, testimoniato dalla costruzione delle maestose basiliche di Santa Eufemia e di Santa Maria delle Grazie, entrambe risalenti alla fine del VI secolo. L'isola lagunare venne fortificata, prese il nome di Nova Aquileia e rimase nell'ambito dei domini bizantini, mentre il resto del Friuli, Aquileia compresa, era sotto il controllo dei Longobardi. Nel 662 il duca Lupo, dopo aver assaltato e depredato la città, riportò il tesoro patriarcale ad Aquileia.
Durante l'anno 875 Grado fu minacciata dai pirati della Dalmazia, ma fu salvata grazie ad una battaglia navale che si svolse nelle acque di fronte all'isola e che fu vinta dalla flotta veneziana comandata da Giovanni Partecipazio. Il conflitto con Aquileia riesplose nel 1024, quando il patriarca aquileiese Poppone fece assaltare e saccheggiare l'isola. Il contemporaneo emergere di Venezia come centro dominante delle lagune venete segnò il lento declino dell'isola.
A partire dal XII secolo lo stesso patriarca di Grado (che nel 1451 diverrà, anche nel nome, patriarca di Venezia) trasferì la sua residenza alla basilica di San Pietro di Castello, a Venezia. Grado divenne quindi un povero paese di pescatori, e tale rimase nei secoli successivi, appartenendo al Dogado la stretta lingua di terra che si estendeva dal delta del Po a Grado sin quasi a Monfalcone: un insieme di lagune, barene, canali e corsi d'acqua amministrati da Venezia, che assicuravano alla Serenissima il diretto controllo di buona parte del litorale alto-adriatico, ma senza quasi penetrare nella terraferma.
Con il trattato di Campoformio (1797) e la fine della millenaria Repubblica Veneta, Grado entrò a far parte dei domini di casa d'Austria che, eccettuata la breve parentesi napoleonica, ne mantenne il possesso fino alla prima guerra mondiale. Nel giugno 1810 un manipolo di soldati britannici sbarcò sull'isola e disperse la guarnigione francese.
Nella seconda metà del XVIII secolo iniziò a muovere i primi passi l'industria turistica gradese. Nel 1873 fu inaugurato un ospizio marino per minori, nel 1892 il primo stabilimento balneare e quattro anni dopo il primo albergo. In pochi anni Grado divenne una delle località balneari più note dell'Impero austro-ungarico; nuovi alberghi e villini furono costruiti nella zona prospiciente al mare. Nel 1910, per favorire l'afflusso dei vacanzieri, fu aperto il tronco ferroviario per Cervignano. In quegli anni Grado, che dipendeva amministrativamente da Gorizia, venne dotata dell'attuale diga con passeggiata a mare e del caratteristico porto interno.
Il 27 maggio 1915, tre giorni dopo l'entrata dell'Italia nella prima guerra mondiale, Grado fu occupata dalle truppe del Regio Esercito. La sua posizione strategica la fece diventare un importante snodo delle retrovie del vicino fronte; inoltre, grazie alla sua vicinanza a Trieste divenne una delle basi dei motosiluranti della Regia Marina. All'idroscalo di Grado, sull'isola di Gorgo, dal 17 gennaio fino a novembre 1917 fu di stanza la 2ª Squadriglia Idrovolanti. Nella primavera 1917 fu istituita la 253ª Squadriglia che vi restò fino al 30 ottobre 1917, data in cui Grado fu abbandonata dagli italiani a seguito della disfatta di Caporetto. Al termine della prima guerra mondiale l'isola, che nonostante la prossimità del fronte fu sostanzialmente risparmiata dalle vicende belliche, venne annessa all'Italia.
Ai confini di Aquileia, nella zona del Belvedere dove la terra si interrompe e lascia posto alla laguna, era possibile imbarcarsi per raggiungere l'isola di Grado. Con lo sviluppo turistico e urbanistico, nel 1905 fu costruita una strada nel mezzo della laguna per collegare le due parti del territorio.
Nel 1936 Grado fu definitivamente collegata alla terraferma tramite un ponte girevole che pose fine al suo isolamento. Una rapida espansione urbanistica, accompagnata da opere di bonifica e di contenimento delle acque, ha quindi notevolmente ampliato le dimensioni dell'abitato, che ora si estende anche sulla vicina isola della Schiusa.

### Simboli
Lo stemma e il gonfalone sono stati concessi con decreto del presidente della Repubblica n. 1159 del 2 marzo 1984.
Il gonfalone è un drappo di rosso.

## Monumenti e luoghi d'interesse

### Architetture religiose

#### Basilica di Sant'Eufemia e Battistero

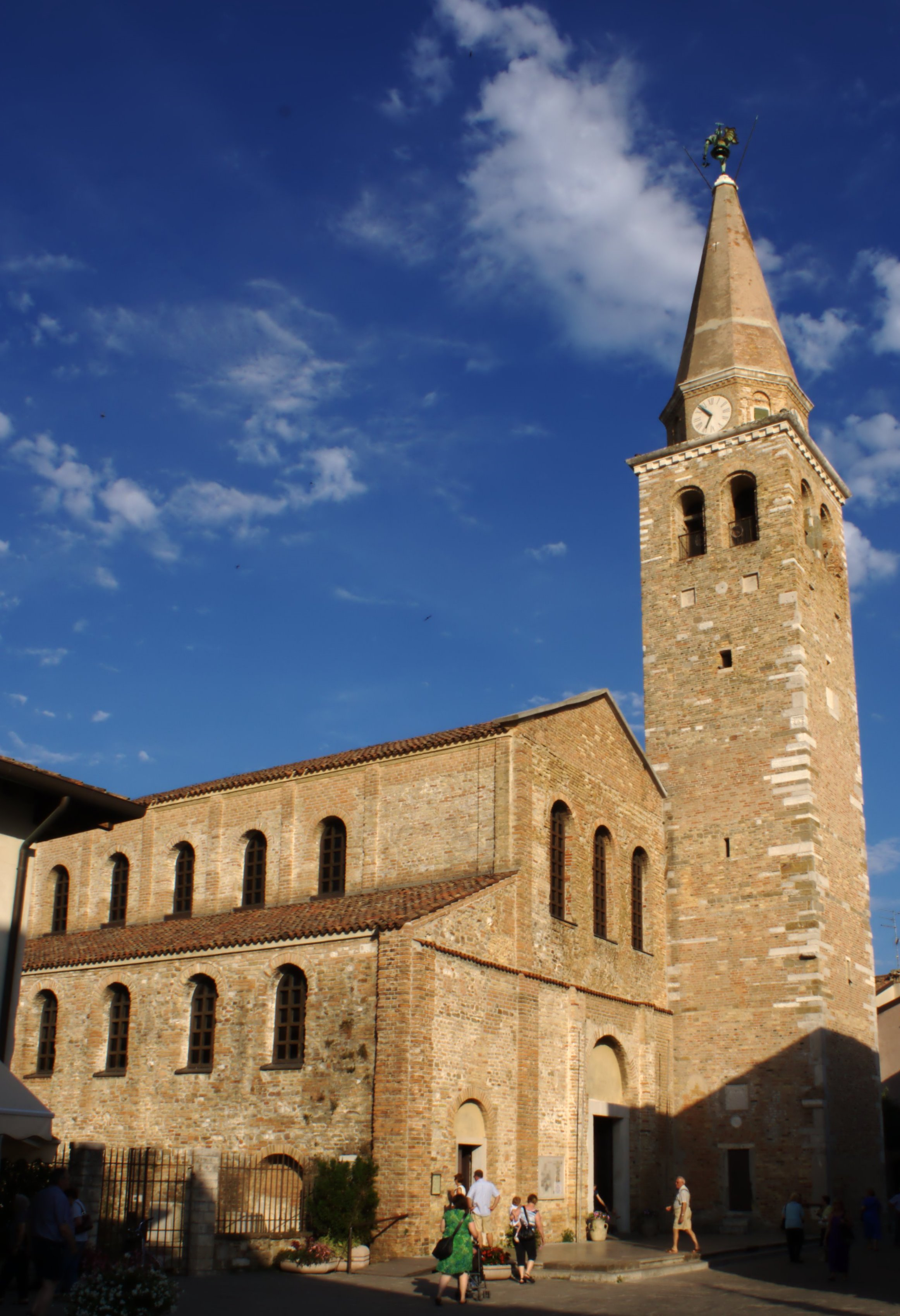
La basilica di Santa Eufemia

La basilica paleocristiana di Sant'Eufemia venne costruita su una chiesa preesistente, la basilichetta di Petrus, di cui si possono osservare alcuni resti all'interno dell'edificio. I lavori di costruzione iniziarono all'inizio del V secolo per interessamento del vescovo Niceta e vennero portati a termine nel 579 per opera del vescovo Elia che dedicò la basilica a santa Eufemia, martire di Calcedonia. Lo stile semplice, lineare e severo della costruzione viene esaltato dai mattoni chiari a vista che la ricoprono.
L'interno è suddiviso in tre navate da due file di colonne, tutte diverse tra loro. Notevoli sono i mosaici della pavimentazione che si estendono per 700 m² e per il prevalere dei motivi geometrici testimoniano l'influenza bizantina su Grado. Sono stati restaurati dopo la seconda guerra mondiale, ma è possibile vedere alcune tessere più antiche, riconoscibili dal colore più scuro.
Una volta nella basilica era conservata una stupenda cattedra vescovile in avorio, probabilmente donata alla città da Alessandria d'Egitto per ordine di Eraclio II, le cui tavolette eburnee, note come avori di Grado, andarono disperse nel XV secolo; le poche rimaste sono state divise in diversi musei.
Sul lato destro della chiesa si eleva il campanile, visibile a distanza grazie ai suoi 42,60 metri di altezza, sormontato dall'anzolo, una statua in rame di san Michele Arcangelo che indica la direzione del vento. Fu donata alla città dai veneziani nel 1462.
A sinistra, staccato dal corpo della chiesa, sorge il battistero (V secolo), a pianta ottagonale, al cui interno è collocata una vasca battesimale esagonale. Un piccolo giardino davanti conserva alcuni sarcofagi romani risalenti al II e III secolo d.C.
A breve distanza dalla basilica, al limite meridionale del castrum romano, un sistema di passerelle permette di vedere i mosaici e i resti di muratura della più antica basilica della Corte, la cui prima costruzione risale alla metà del IV secolo.

#### Basilica di Santa Maria delle Grazie

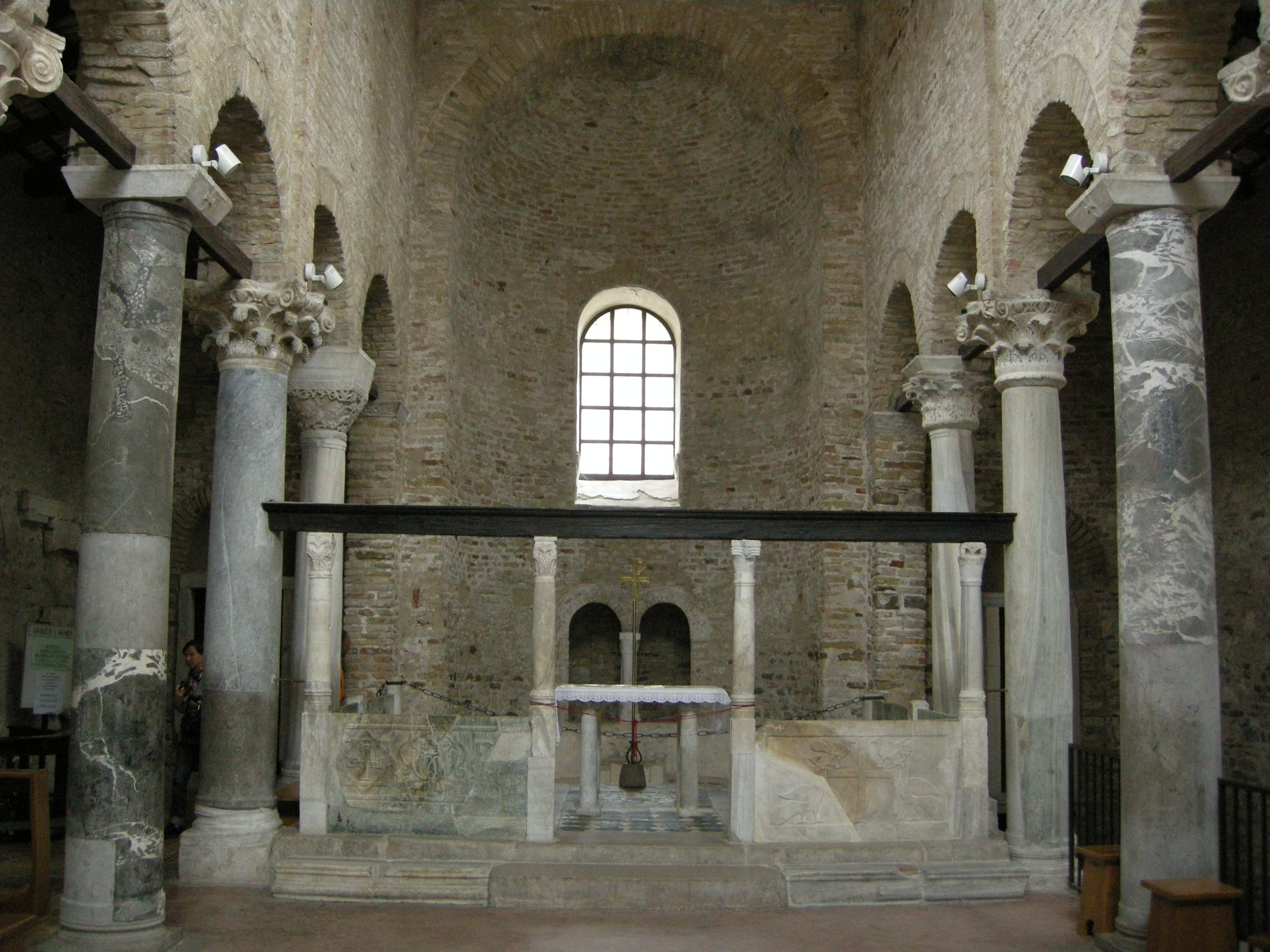
Santa Maria delle Grazie: interno

La basilica paleocristiana di Santa Maria delle Grazie si affaccia sul campo dei Patriarchi, a pochi passi dal battistero e dalla basilica di Santa Eufemia. La prima edificazione risale alla metà del V secolo ed è oggi testimoniata dal pavimento musivo della navata destra e dell'abside, decorato con motivi geometrici. La chiesa fu riedificata, a un livello rialzato di circa un metro, alla fine del VI secolo dal patriarca Elia.
La facciata in pietra e mattoni è ingentilita da una trifora. L'interno a tre navate ha un forte slancio verticale ed è diviso da due file di cinque colonne marmoree di provenienza diversa. Nella navata sinistra è custodita una statua lignea della Madonna delle Grazie.

#### Santuario della Madonna di Barbana

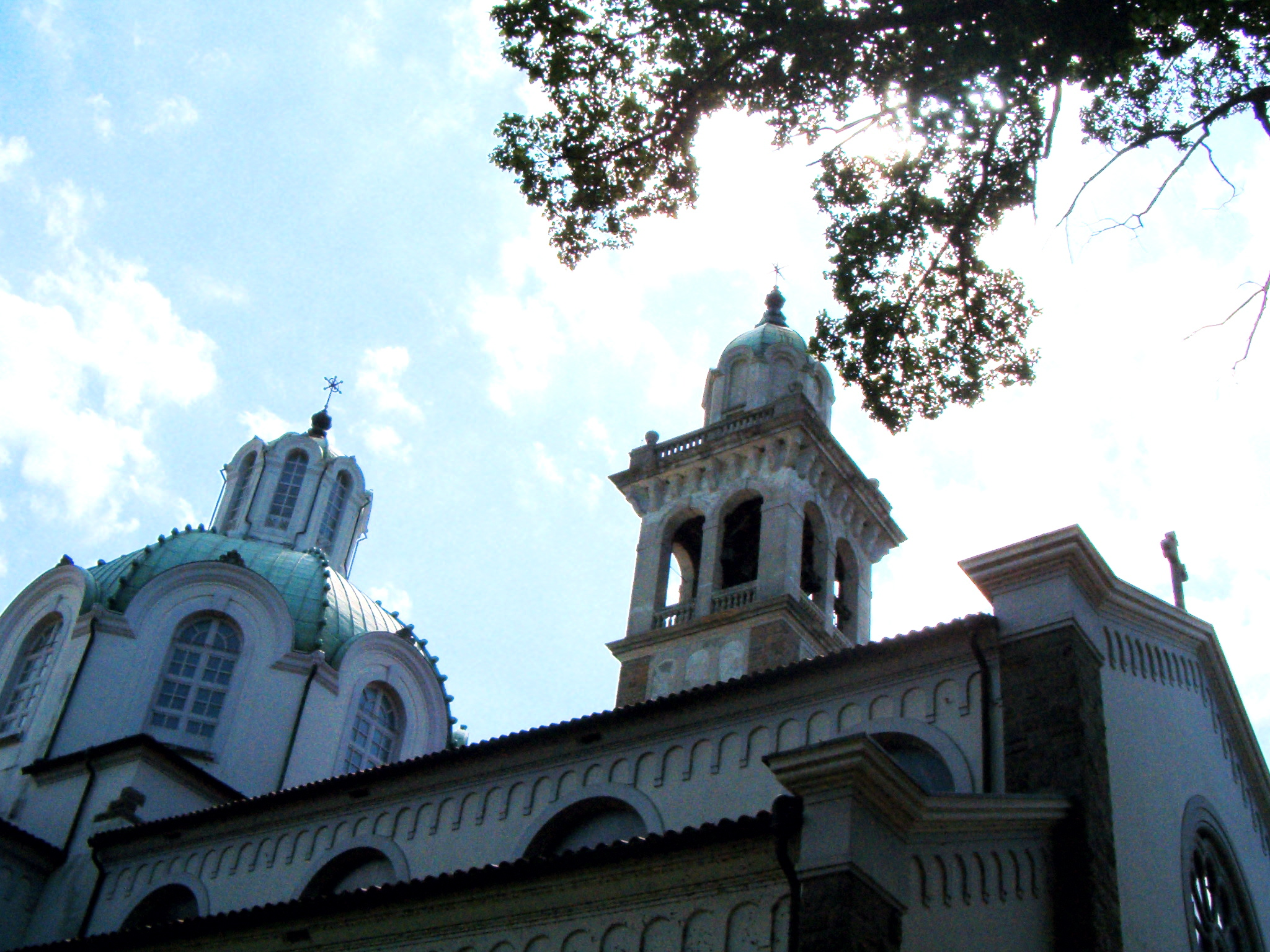
Barbana, il santuario

Il santuario della Madonna di Barbana nacque nel 582, quando una violenta mareggiata minacciò Grado: il patriarca del tempo, Elia (571-588), come ringraziamento per aver salvato la città dalla mareggiata, fece erigere una prima chiesa nel luogo in cui le acque avevano portato un'immagine della Madonna. Da allora, più volte distrutto e ricostruito, il luogo sacro è stato continuamente officiato.
L'attuale santuario, che sorge su un'isola all'estremità orientale della laguna, è costruito in stile neoromanico. Custodisce numerose vestigia degli edifici succedutisi nei secoli, comprese due colonne che appartenevano probabilmente alla chiesa originaria. All'interno sono presenti opere molto variegate: l'altare maggiore dispone di un rilievo con la laguna sovrastato da una statua lignea custodita da un'edicola della Madonna, una grande tela che rappresenta l'unione dei veneziani in una confraternita, due altari veneziani dedicati a sant'Antonio di Padova (a destra) e a san Francesco d'Assisi (a sinistra). Nei pressi dell'ingresso del campanile è possibile vedere capitelli e marmi di epoca altomedievale.
L'isola di Barbana, che è meta ogni anno di un pellegrinaggio da Grado, è abitata in modo stabile da una comunità di frati minori francescani ed è raggiungibile in 25 minuti di motoscafo (la barca "Nuova Cristina") dalla Riva Zaccaria Gregori di Grado.

### Aree naturali

#### Laguna

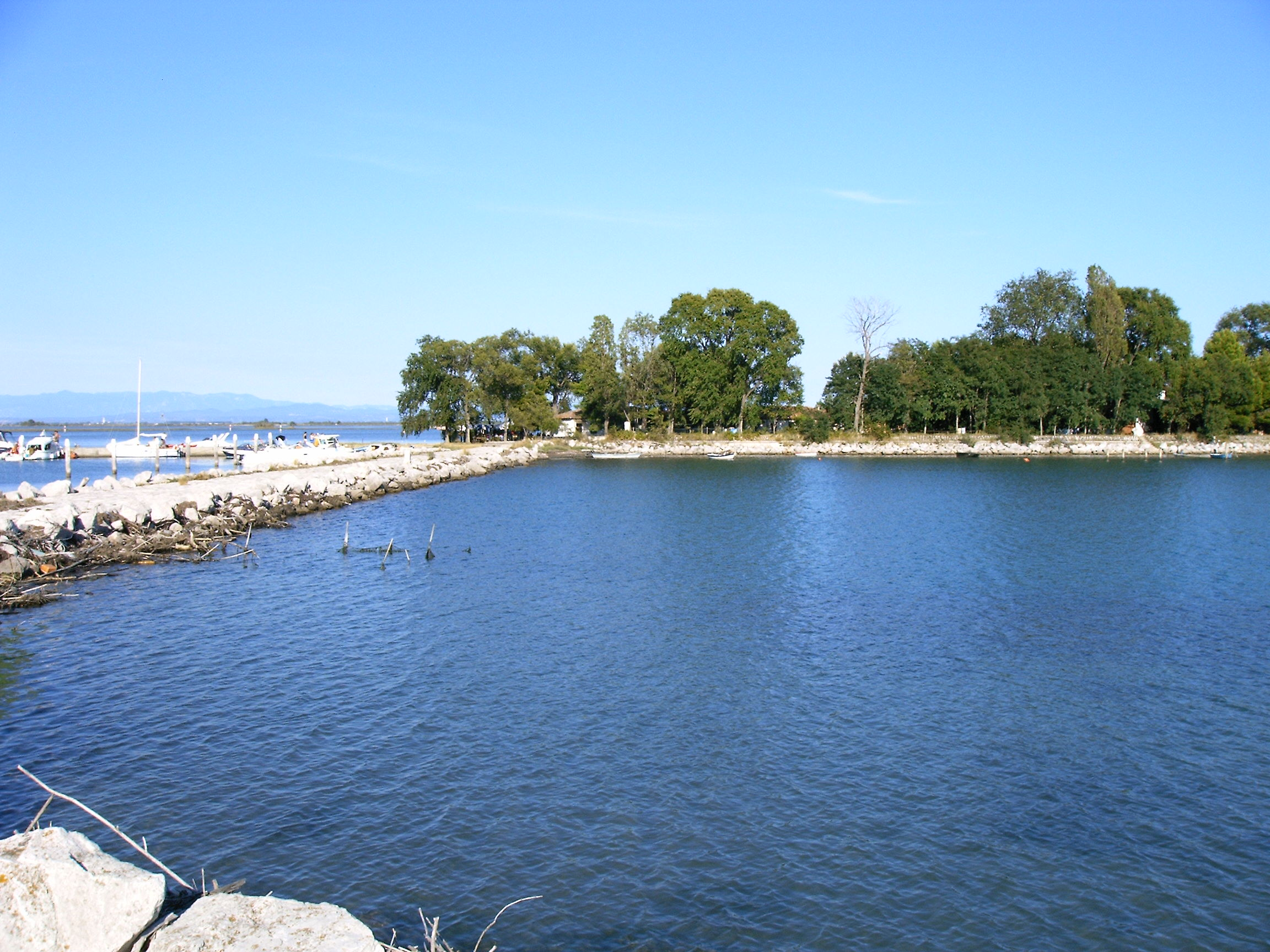
Porto Buso, sull'isola di Anfora

La laguna si è formata dopo il V secolo ed è divisa in un settore occidentale (la palù de soto), più esteso e ricco di isole, e in uno orientale (la palù de sora), a nord dell'isola di Grado.
Particolarità della laguna è la presenza dei casoni, semplici abitazioni con tetto di paglia utilizzate in passato dai pescatori gradesi. I pescatori, infatti, rimanevano in laguna per parecchio tempo, vivendo in queste caratteristiche capanne e rientrando sull'isola di Grado solo in qualche rara occasione durante il periodo dell'anno più freddo. L'imbarcazione tipica è la batela, a fondo piatto e manovrata a remi. Con le batele si raggiungevano i pescatori, recuperando il pescato e portandolo a Grado per la vendita.
La laguna è ricca di essenze arboree (tamerici, olmi, pioppi, ginepri e pini), mentre la fauna presenta una notevole varietà di volatili, tra i quali gabbiani, garzette, aironi cinerini, germani reali e rondini di mare.
Alcune isole sono abitate in modo stabile, come Barbana che ospita da 1500 anni un santuario mariano.

#### Spiagge e fondali

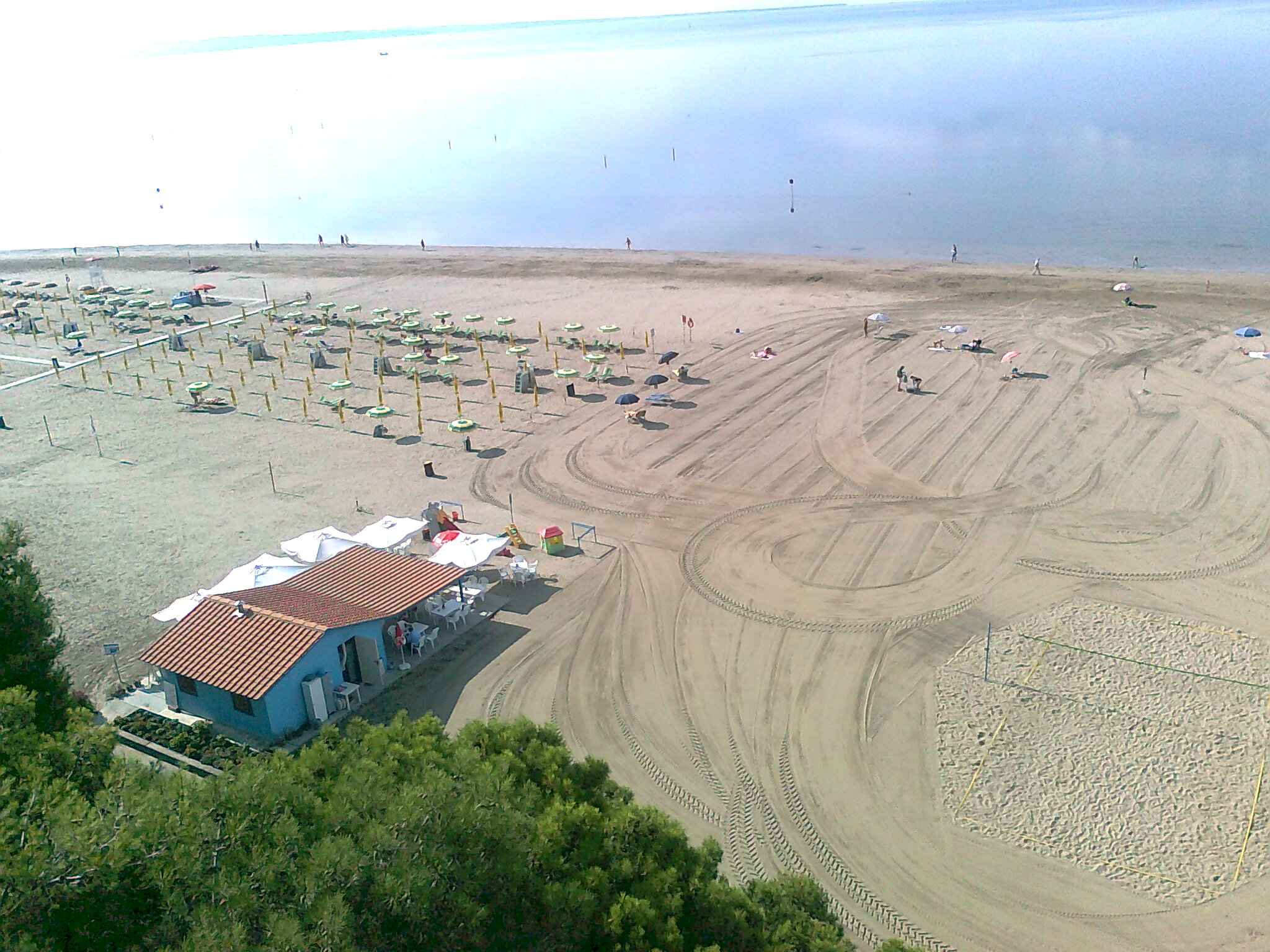
Spiaggia a Grado Pineta

L'isola di Grado offre dieci chilometri di spiagge orientate prevalentemente verso mezzogiorno e lentamente digradanti verso il mare, per un totale di 120.000 metri quadrati di arenile suddivisi in quattro spiagge principali: Pineta, Spiaggia al Bosco, GIT e Costa Azzurra. Quest'ultima, conosciuta dai locali come spiaggia vecchia, è la più occidentale; prosegue idealmente con il lungomare della diga, lunga circa 1 km e dalla forma curvilinea, dedicata a Nazario Sauro e costruita dagli austriaci per proteggere il centro storico dalle mareggiate. Al termine della diga vi sono quasi tre chilometri della Spiaggia GIT, composta da varie zone diversamente attrezzate e dal 1989 assegnataria del riconoscimento Bandiera blu. È esposta completamente a sud, si sviluppa per vari chilometri verso est, attraverso tutta la Città Giardino sino a uscire dall'abitato di Grado e congiungersi alla spiaggia "al Bosco", sita tra la spiaggia principale e Grado Pineta, così denominata in virtù della presenza di numerosi alberi a ridosso dell'arenile.
I fondali sono generalmente bassi. Ad alcuni chilometri dalla costa, ospitano numerose trezze, affioramenti rocciosi a circa 8-20 metri di profondità.
Nel 1987 nei fondali di fronte a Grado è stato ritrovato il relitto della Julia Felix, un'imbarcazione romana naufragata nel III secolo.
La mareggiata del 27 ottobre 2012 ha abbattuto lo storico trampolino costruito nei primi decenni del Novecento di fronte alla spiaggia principale.
Nel 2024 l'Università di Udine ha scandagliato i fondali con l'ausilio di sonar, droni subacquei e sistema GNSS, riportando alla luce relitti, antichi manufatti e un'ara funeraria di epoca romana.

## Società

### Evoluzione demografica
Abitanti censiti

### Etnie e minoranze straniere
Secondo i dati ISTAT al 31 dicembre 2023 la popolazione straniera residente era di 574 persone.
Le nazionalità maggiormente rappresentate in base alla loro percentuale sul totale della popolazione residente erano:
- Bangladesh, 137
- Romania, 70
- Ucraina, 53
- Marocco, 29
- Austria, 27
- Macedonia del Nord, 24

### Lingue e dialetti
A Grado, accanto all'italiano, è parlato il gradese (graixan) della lingua veneta, che risente di influenze friulane e di altre parlate di ceppo veneto geograficamente vicine.

## Cultura

### Musei
Su lungomare Nazario Sauro, nella ex scuola elementare Scaramuzza, ha sede il Museo nazionale di archeologia subacquea dell'Alto Adriatico, nato nel 2000 per ospitare i resti della nave romana Iulia Felix rinvenuta sul fondo della laguna nel 1986. Per una complessa serie di motivi il museo non è visitabile, tuttavia ne è stato previsto il completamento per la fine del 2025.

## Eventi

### El Perdòn de Barbana

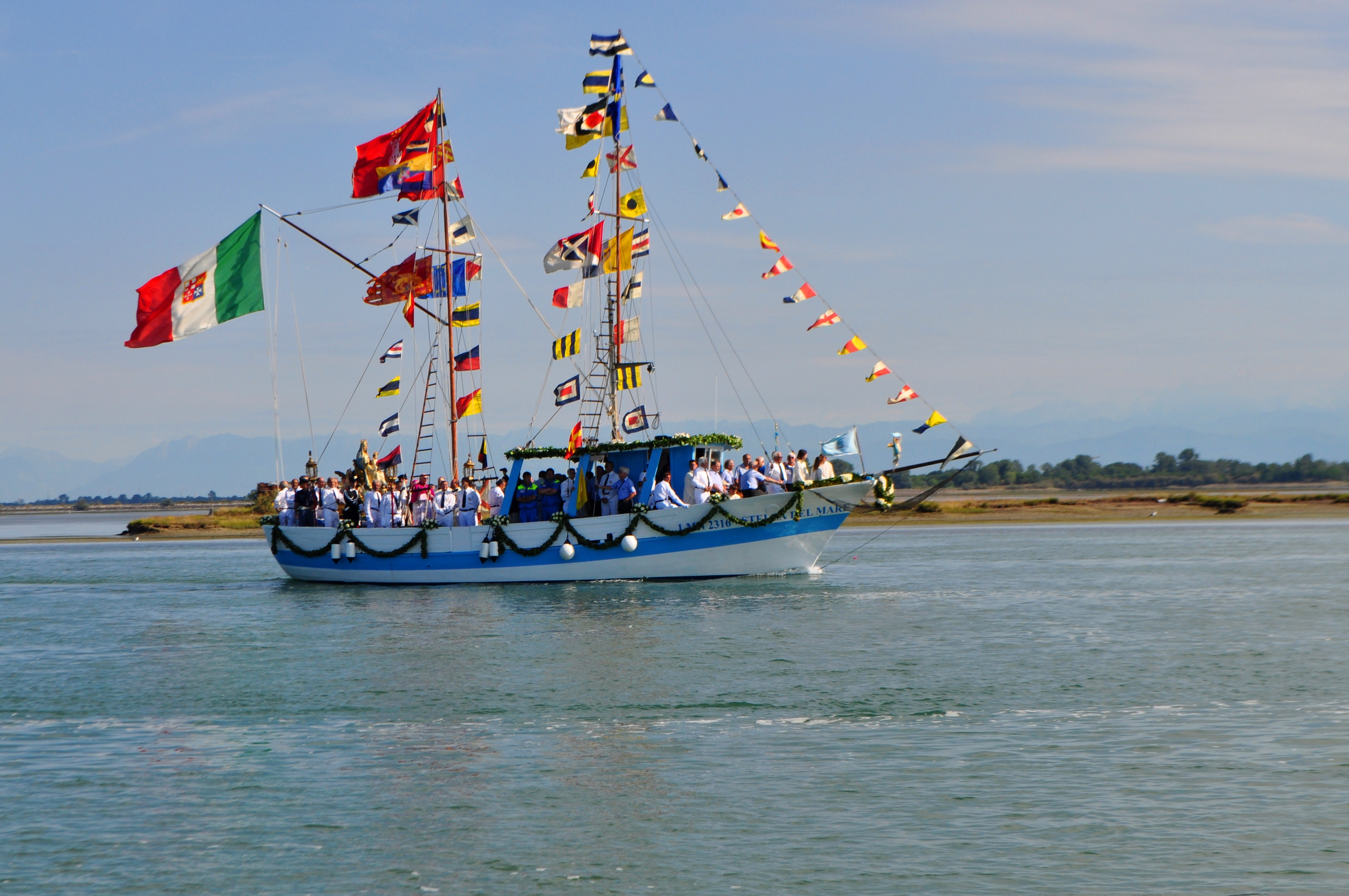
Processione di barche in occasione del Perdon de Barbana

La principale tradizione religiosa della comunità è il Perdòn de Barbana, celebrata la mattina della prima domenica di luglio. Si tratta di una processione votiva durante la quale una statua della Madonna degli Angeli viene trasportata attraverso la laguna con un corteo di barche, decorate con fiori, dalla Basilica di Sant'Eufemia all'isola di Barbana, al santuario mariano.
L'origine del pellegrinaggio risalirebbe al 1237, quando alcuni gradesi avrebbero fatto voto di recarsi ogni anno a Barbana in segno di gratitudine per la fine di un'epidemia di peste.
Il nome perdòn deriva dalla tradizione di accostarsi, in occasione del pellegrinaggio, al sacramento della riconciliazione.

### Festival della Canzone Gradese
Manifestazione musicale popolare che si svolge dal 1946.

## Infrastrutture e trasporti

### Ponte Matteotti
Nel 1936 venne costruito un primo collegamento con la terraferma tramite il ponte Littorio, fornendo una più rapida via per i trasporti e il commercio con l'entroterra. Nel dopoguerra fu ricostruito integrando un ponte girevole, il quale permette il passaggio dei principali servizi marittimi. Il 2 ottobre 1965 cambiò nome da ponte Littorio a ponte Matteotti.

### Ferrovie
In passato il comune era servito dalla stazione Pontile per Grado della ferrovia Cervignano-Aquileia-Pontile per Grado, chiusa nel 1937. In seguito la stazione di Cervignano del Friuli ha acquisito nel suo nome anche quello della località balneare, denominandosi Cervignano-Aquileia-Grado.

### Servizi marittimi
Nei primi anni del 1900 il porto canale fu rinforzato con banchine in cemento armato. Il porto è disponibile per imbarcazioni private, che qui possono essere ormeggiate, mentre il canale che lo collega alla laguna è dedicato all'attività dei pescatori e dei loro pescherecci.
Grado dispone di un servizio di traghetti che la collegano con Trieste e, nella laguna, con Barbana. Nel 2021 è partito il collegamento provvisorio con Lignano e nel 2023 con la vicina Aquileia.

### Mobilità urbana
I trasporti urbani e extraurbani di Grado vengono svolti con autoservizi di linea gestiti dalla TPL FVG. A Grado è presente un'autostazione. La frequenza media di passaggio della linea extraurbana Udine - Grado è di circa 1 ora.

## Amministrazione

Gonfalone comunale

### Sindaci dal 1948
|                                                      | Giuseppe Lucio Grigolon                   | Democrazia Cristiana          | 1948-1956      | 1948   |
|                                                      | Werther de Minelli                        | Democrazia Cristiana          | 1956-1961      | 1956   |
|                                                      | Carlo Salvini                             | Democrazia Cristiana          | 1961-1965      | 1961   |
|                                                      | Nicolò Reverdito                          | Democrazia Cristiana          | 1965-1975      | 1965   |
| 1970                                                 | Nicolò Reverdito                          | Democrazia Cristiana          | 1965-1975      |        |
|                                                      | Giovanni Vio                              | Democrazia Cristiana          | 1975-1977      | 1970   |
|                                                      | Isaia Noè Laveder (Commiss. prefettizio)  | -                             | 1977-1978      | -      |
|                                                      | Giovanni Manganaro (Commiss. prefettizio) | -                             | 1978-1979      | -      |
|                                                      | Mario Dino Marocco                        | Democrazia Cristiana          | 1979-1983      | 1979   |
|                                                      | Nicolò Reverdito                          | Democrazia Cristiana          | 1983-1986      | 1983   |
|                                                      | Fabio Zanetti                             | Partito Repubblicano Italiano | 1986-1987      | (1983) |
|                                                      | Guido Cocco (Commiss. prefettizio)        | -                             | 1987           | -      |
|                                                      | Fabio Zanetti                             | Partito Repubblicano Italiano | 1987-1988      | 1987   |
|                                                      | Monica Salvador                           | L.c. Giustizia e Libertà      | 1988           | (1987) |
|                                                      | Flavio Mantini (Commiss. prefettizio)     | -                             | 1988-1989      | -      |
|                                                      | Vincenzo Panico (Commiss. prefettizio)    | -                             | 1989           | -      |
|                                                      | Mario Corbatto                            | Democrazia Cristiana          | 1989-1994      | 1989   |
| Sindaci eletti direttamente dai cittadini (dal 1994) |                                           |                               |                |        |
|                                                      | Giovanni Battista Salvini                 | Lega Nord                     | 1994-1998      | 1994   |
|                                                      | Roberto Marin                             | Centro-destra                 | 1998-2007      | 1998   |
| 2002                                                 | Roberto Marin                             | Centro-destra                 | 1998-2007      |        |
|                                                      | Silvana Olivotto                          | Grande coalizione             | 2007-2010      | 2007   |
|                                                      | Giovanni Blarasin (Commiss. prefettizio)  | -                             | 2010-2011      | -      |
|                                                      | Edoardo Maricchio                         | Centro-destra                 | 2011-2015      | 2011   |
|                                                      | Claudio Kovatsch (Commiss. prefettizio)   | -                             | 2015-2016      | -      |
|                                                      | Anna D’Angelo (Commiss. straordinario)    | -                             | 2016           | -      |
|                                                      | Dario Raugna                              | Sinistra                      | 2016-2021      | 2016   |
|                                                      | Claudio Kovatsch                          | Centro-destra                 | 2021-2023      | 2021   |
|                                                      | Augusto Viola (Commiss. prefettizio)      | -                             | 2023-2024      | -      |
|                                                      | Giuseppe Corbatto                         | Centro-sinistra               | 2024-in carica | 2024   |

### Gemellaggi
- Sankt Lorenzen bei Knittelfeld, dal 2003[41]
- Feistritz bei Knittelfeld

## Sport
Il panorama sportivo locale è caratterizzato da una vasta rete di società. La più antica compagine è la Società Canottieri Ausonia i cui atleti hanno ottenuto diversi riconoscimenti anche a livello mondiale.
La squadra di calcio è la Gradese Calcio (un tempo U.S. Gradese), che nel passato ha militato ripetutamente nel campionato di Eccellenza. Nella stagione sportiva 2021/2022 è nel girone C della prima categoria regionale.
È molto seguito il calcio a 5. Il Grado 2006 (non più esistente) ha partecipato al campionato nazionale di serie B nelle stagioni 2008/2009 e 2009/2010.
Per ciò che riguarda la pallacanestro, dopo un paio di stagioni in categorie superiori, l'Associazione Dilettantistica Pallacanestro Grado ha ricominciato nella stagione 2007/2008 dalla categoria promozione la sua ascesa nel basket regionale. Attualmente milita in serie D.
Nelle arti marziali e il tennistavolo, è attiva dal 1981 la A.D. Pol.Sakura-Grado. Delle due sezioni della Sakura, la sezione karate e arti marziali ha raggiunto traguardi agonistici di livello internazionale, conquistando più titoli europei e mondiali sia nel karate sia nel kobudō di Okinawa.
Grado Pineta è una meta importante per il kitesurf. Il fondale basso e l'assenza di onde sono caratteristiche molto apprezzate che attirano i praticanti di questo sport da tutta Europa. La particolare posizione geografica prominente verso il mare offre una favorevole esposizione alle correnti ventose quali la bora, i flussi termici estivi e i venti da perturbazione.